# نهائي دورة الألعاب العربية 1999 في كرة القدم
نهائي دورة الألعاب العربية لعام 1999 وهي مباراة كرة قدم جرت في 31 أغسطس 1999 في ستاد عمان الدولي في عمّان، الأردن، لتحديد الفائز في بطولة دورة الألعاب العربية 1999، ينظم البطولة منظمة اتحاد اللجان الأولمبية الوطنية العربية. هذه المرة الثانية في التاريخ التي تفوز بها الأردن في المباراة النهائية لدورة البطولة العربية، كان العراق قد فاز أربع مرات في البطولة قبل المباراة.
تواجه الأردن والعراق على ستاد عمان الدولي في العاصمة الأردنية، بسعة ما يزيد على 25000 متفرج. كان الجمهور الأردني يأمل في أن يرى فريقهم يكسب باللقب، فيما لعب منتخب العراق المباراة في الشوط الثاني بشكل احترافي، بعد مباراة خالفت التوقعات، حيث سجل أربعة أهداف في آخر عشرين دقيقة. كانت العائلة الملكية الأردنية في الحشد وحضر من بينهم العاهل الأردني الملك عبد الله الثاني بن الحسين وزوجته الملكة رانيا، حيث ارتدى الملك قميص المنتخب الوطني لإظهار دعمه له.

## المواجهات السابقة
تواجه الفريقان قبل هذه المباراة 25 مرة، فاز فيها الأردنيون بأربع مباريات، وفاز العراقيون بثمانية عشر منها، وتعادلا في ثلاث مباريات. سجل الأردنيون ثمانية عشر هدفاً، فيما سجل العراقيون خمسين هدفاً. كانت أكثر المباريات التي سُجِّل فيها أكبر عدد من الأهداف هي مباراة ودية بتاريخ 21 فبراير 1981، وفي ذلك الوقت فاز العراق بنتيجة 7-1. أما عن المواجهات في دورة الألعاب العربية فهذه هي المرة الثانية التي تحدث فيها مواجهة بين الفريقين، كانت المواجهة الأولى في نفس الدورة عام 1999 في 25 أغسطس 1999 وفاز الأردن فيها 2-1.

## درب التأهل
| الفريق | لعب | فاز | تعادل | خسر | له | عليه | الفارق | النقاط |
| ------ | --- | --- | ----- | --- | -- | ---- | ------ | ------ |
| الأردن | 2   | 2   | 0     | 0   | 5  | 0    | +5     | 6      |
| فلسطين | 2   | 1   | 0     | 1   | 1  | 2    | -1     | 3      |
| قطر    | 2   | 0   | 0     | 2   | 0  | 4    | -4     | 0      |

| الفريق  | لعب | فاز | تعادل | خسر | له | عليه | الفارق | النقاط |
| ------- | --- | --- | ----- | --- | -- | ---- | ------ | ------ |
| ليبيا   | 2   | 2   | 0     | 0   | 6  | 0    | +6     | 6      |
| العراق  | 2   | 1   | 0     | 1   | 2  | 2    | 0      | 3      |
| البحرين | 2   | 0   | 0     | 2   | 0  | 6    | −6     | 0      |

## المباراة

### ملخص المباراة
كان الشوط الأول هادئ نسبيًا، سجّل أصحاب الأرض الهدف الأول، حيث راوغ عبد الله أبو زمع في الاتجاه الخطأ مما أكسب المنتخب الأردني ركلة جزاء سددها أبو زمع في مرمى هاشم خميس بعد نصف ساعة من بداية المباراة.
واصل أصحاب الأرض هيمنتهم وانتزع الأردن الكرة وسُجِّل الهدف الثاني بعد خمس دقائق من بداية الشوط الثاني، ركلة ركنية قصيرة خدعت الدفاع العراقي، حيث سدد هداف البطولة بدران الشقران الكرة فوق خميس. أصبحت النتيجة 3-0 في الدقيقة 65، كان الهدف الآخر كروتين مماثل من الركلة الركنية للهدف الثاني، لكن أخطأ المدافع راضي شنيشل وسجل الهدف في شباكه بطريقة شريرة. بدا الأردن أن الكأس في أيديهم، بعد خمس دقائق فقط من الهدف الثالث، ركض بشار بني ياسين أسفل اليسار ورفع الكرة في عرضية ضربها الشقران برأسه سجل بها الهدف الرابع.
ولكن بعد ذلك جاءت واحدة من أكثر الردود المدهشة على الإطلاق، اعتقد الكثيرون أن الانتصار كان في "جيب المنتخب الأردني"، فأجرى المدرب محمد عوض سلسلة من التبديلات أضرّت بالفريق، وبدأ الرد العراقي حينها، نافست المبارة مباراة نهائي دوري أبطال أوروبا 2005 من ناحية الصدمة. في الدقيقة 73، نال المنتخب العراقي أولى أهدافه، حيث استدار المهاجم حسام فوزي وسدد كرة منخفضة من 10 ياردات إلى الزاوية السفلية. ثم اندهش الحشد بصمت شديد بعد أن كان يحتفل، تفوق المهاجم على المدافع أمجد الطاهر ثم حصل على ركلة جزاء عندما وقع في منطقة الجزاء، كسب المنتخب العراقي ضربة جزاء بعد دقيقة من الهدف الأول، نفض المهاجم الغبار عن نفسه وأرسل الحارس محمد أبو داود في الاتجاه الخاطئ ليسجل هدفه السادس في البطولة. ثم خفض العراقيون الفارق إلى هدف واحد فقط في الدقيقة 77 عندما حصل حيدر محمود على رأسية حرة من ست ياردات. وأكمل العراقيون الذين تفوحوا من الدم صراعهم، استطاعوا العودة قبل ثلاث دقائق فقط من نهاية المباراة عندما سدد محمود عرضية لرزاق فرحان ليسدد نصف كرة من داخل منطقة الجزاء. صُدم مشجعو أصحاب الأرض عند الاستسلام، ولم يتمكن فريقهم من الذهاب. العراق، الذي ما زال متعباً من مجهوداته، لم يستطع إحراز الهدف خامس، وهكذا احتكم المنتخبان إلى شوطين إضافيين من دون تغيير على النتيجة وذهبت المباراة إلى ركلات الترجيح.

### التفاصيل
| الأردن                                                   | 4–4 (ب.و.إ.) | العراق                                       |
| -------------------------------------------------------- | ------------ | -------------------------------------------- |
| أبو زمع 30' (ركلة.) · الشقران 51' 70' · شنشيل 67' (ه.ذ.) |              | فوزي 73' 75' (ركلة.) · محمود 78' · فرحان 87' |
| ركلات الترجيح                                            |              |                                              |
| أبو زمع · الشقران · الشيخ · سفيان                        | 3–1          | شنشيل · فوزي · مزهر · رحيم                   |

| الأردن | العراق |

| الحكام المساعدون: يونس حسان علي إسماعيل الحكم الرابع: نبيل عياد |